# Ratchet & Clank (videojuego de 2002)
Ratchet & Clank es un videojuego de plataformas de disparos en tercera persona desarrollado por Insomniac Games y publicado por Sony Computer Entertainment para PlayStation 2 en 2002. Es el primer juego de la serie Ratchet & Clank y el primer juego desarrollado por Insomniac que no es propiedad de Universal Interactive.
El juego sigue al personaje antropomórfico Ratchet y se encuentra con el robot Clank en su planeta natal, Veldin. Clank descubre que el villano presidente Drek de la raza Blarg planea crear un nuevo planeta para su especie, destruyendo otros planetas en el proceso. Clank convence a Ratchet para que le ayude en su misión de conseguir la ayuda del famoso héroe Capitán Qwark.
El juego ofrece una amplia gama de armas y dispositivos que el jugador debe usar para derrotar a numerosos enemigos y resolver acertijos en una variedad de planetas diferentes en la galaxia ficticia de Solana. El juego incluye varios minijuegos, como carreras o piratería, que el jugador debe completar para continuar. El juego fue muy bien recibido por los críticos, quienes elogiaron los gráficos, la jugabilidad, la actuación de voz, el audio, la banda sonora y el enfoque cómico de la historia; Algunas críticas se dirigieron a la cámara, la caracterización (especialmente en lo que respecta a la personalidad de Ratchet) y el bajo nivel de dificultad en las primeras etapas.
El juego fue seguido por Ratchet & Clank: Going Commando. En abril de 2016 se estrenó una película basada en el juego, precedida de un remake para PlayStation 4 basado en esa obra.

## Historia
La historia comienza con Ratchet intentando reparar su nave, pero no puede porque necesita un sistema robótico de ignición. Mientras, en otro planeta, un pequeño robot intenta escapar de una fábrica del planeta Quartu, ya que se le considera defectuoso y debe ser destruido, después de que logra escapar del planeta con una nave, lo persiguen varios robots, los cuales casi lo destruyen y lo hacen caer en Veldín, en donde Ratchet lo vería caer y decide ir a investigar. Luego de recogerlo, Ratchet intentará hacer funcionar su nave, y entonces, el pequeño robot despierta y le ayuda a encender la nave.
Al salir del planeta uno de los robots que perseguía a Clank (nombre que le pondría Ratchet), los derriba haciéndoles caer en Novalis, donde tendrán que conseguir una nueva nave, la cual se la da el presidente de Novalis junto a un infobot con las coordenadas del planeta Kerwan en donde verían al capitán Qwark, al cual Clank quiere avisar de los planes de Drek, quien quiere destruir planetas para construir el suyo con partes de los que destruye. Luego Ratchet y Clank recorren las alcantarillas para encontrar al fontanero, quien les vende el infobot en el cual ven a Skid McMarx (el cual esta pidiendo auxilio) y a su agente quien cree que en verdad están lanzando fuegos artificiales, en nombre de Skid que contiene las coordenadas del planeta Aridia.
Ya en Kerwan, nuestros héroes buscan al capitán Qwark y para ello van a ver a Al el cual aparecía junto al Capitán Qwark en el infobot; pero solo consiguen una mejora para Clank de parte del mecánico, el Helipack, el cual les ayudaría a lo largo de su aventura para superar obstáculos, luego de eso; tras conseguir el infobot en el metro con las coordenadas del planeta Eudora en el cual ven al sargento, en ese momento Clank quiere ir a razonar con él, aunque Ratchet no quiere eso. Después nuestros héroes se dirigen al circuito de entrenamiento donde, al superarlo, Helga, la encargada del circuito, les debía regalar un balanceador pero como según ella habían "destrozado" su circuito, esta les vende el balanceador.
Cuando nuestros héroes llegan al planeta Aridia, estos se encuentran con Skid McMarx, el cual se ha roto el tobillo y además hay tiburones de arena en el camino hacia su nave, le pide a nuestros héroes que eliminen a los tiburones para que así pueda volver a su nave, después de eliminar a los tiburones, Skid vuelva a su nave y les entrega un hoverboard, en forma de agradecimiento. Después se dirigen a la fábrica del planeta, la cual está compuesta por dos partes; al final de la primera parte se encuentran el ganzuotrón y por la otra encuentran al agente de Skid, quien se impacienta al no conseguir señal para poder salir del planeta, entonces, le dice a nuestros héroes que si le traen el premio de las carreras de Hoverboard les haría famosos.
Luego, en Eudora nuestros héroes investigan el planeta y tras terminar de investigar y conseguir el cañón de succión deciden ir a ver al sargento, quien tras encontrarle decide salir corriendo y ,sin verlo, deja caer un infobot. En él ven un vídeo donde Drek ofrece todo tipo de trabajo en Nebulosa G34, dónde nuestros héroes encontrarán dos objetos, el hidrodesplazador y las deslizabotas. Después de explorar la estación espacial se dirigen hacia el planeta Rilgar, dónde participarán en una carrera de hoverboard ganando el primer premio y conocerán al Capitán Qwark por primera vez. Más tarde Qwark les animará a viajar hasta su cuartel general, en el planeta Umbris, dónde les tenderá una emboscada con una Megamofeta Blarg. El dúo consigue sobrevivir a la emboscada y logran salir del planeta en dirección hacia su siguiente destino, el planeta Batalia, con un transbordador del Capitán Qwark. Al llegar a Batalia conocen a dos militares, uno de ellos es un comandante del ejército, el cual les entrega un infobot que muestra las coordenadas del planeta Orxon, dónde encontrarán las magnetobotas, de las cuales son necesarias para cruzar a la otra parte de la ciudad, y el otro militar es un desertor del ejército, el cual les da un infobot con coordenadas al planeta Gaspar dónde encontrarán el Casco de piloto, necesario para pilotar un caza de combate más adelante y un infobot con coordenadas al planeta Pokitarú.
Una vez llegan a Pokitarú, consiguen la máscara O2 y una mejora para Clank, el aviopack. Después de conseguir los dos elementos anteriormente mencionados, deciden volver a Orxon, dónde encontrarán un último infobot con las coordenadas a la fábrica de bombas, en el planeta Hoven, dónde nuestros héroes destruirían una bomba preparada para aniquilar un planeta entero. Después de tal hazaña, se dirigen hacia la Base Gemlik en la órbita de Oltanis dónde una vez más serán emboscados por Qwark, esta vez en una nave. Después de derrotar a Qwark se dirigen hacia el planeta Oltanis dónde conseguirián el PDA por parte de "Steve" y un infobot por parte de Sam, el cual contendría las coordenadas de la fábrica de robots del planeta Quartu, aquí conocerían al Científico del Ultra-Mech, al cuál ayudarían a destruir todos los Mechs que el científico creó. Como recompensa, el científico les da un infobot que contendría las coordenadas hacia el planeta Kalebo III dónde se encuentra la sede de Gadgetrón. Allí conocerían al Gadgetron CEO y les animará a ganar una carrera de hoverboard. Una vez finalizada la carrera y con nuestros héroes como ganadores, el CEO de Gadgetron les entrega el holodisfraz, que utilizarían para explorar por completo la fábrica de robots de Quartu. Al final de la fábrica conocerían a la madre de Clank y encontrarían un infobot que los dirigiría hasta la órbita de Veldín en la flota de Drek. Allí sabrían que Drek se encuentra en Veldín con planes de aniquilarlo por completo con su nueva arma, el Desplanetizador. Ratchet y Clank se dirigen hacia Veldín para salvarlo y derrotar a Drek. Después de una dura batalla contra Drek, Ratchet y Clank redirigen el Desplanetizador hacia el planeta artificial de Drek exterminándolo por completo.
Finalmente Ratchet y Clank deciden quedarse un tiempo en Veldín y finaliza así su primera aventura.

## Personajes

### Principales
- Ratchet

- Clank
- Presidente Drek
- Capitán Qwark

### Secundarios
- Presidente de Novalis
- Skid McMarx
- Agente de Skid
- Gran Al
- Helga (Encargada del circuito en Kerwan)
- Robot Teniente
- Megamofeta Blarg

## Planetas
Son 15 los planetas que están dentro del juego. Las otras 3 son órbitas, bases o estaciones.
- Planeta Novalis (Cráter De Tobruk)
- Planeta Kerwan (Metrópolis)
- Planeta Aridia (Puesto Avanzado X11)
- Planeta Eudora (Lugar De Tala)
- Nebulosa G34 (Estación Táctica Blarg)
- Planeta Rilgar (Aguasnegras DF)
- Planeta Umbris (CG de Qwark)
- Planeta Batalia (Fuerte Krontos)
- Planeta Orxon (Refinería Kogor)
- Planeta Gaspar (Depósito Blarg)
- Planeta Pokitaru (Complejo Jowai)
- Planeta Hoven (Fábrica De Bombas)
- Órbita de Otlanis (Base Gemlik)
- Planeta Otlanis (Ruinas De Grosavilla)
- Planeta Quartu (Fábrica De Robots)
- Planeta Kalebo III (Enclave Gadgetrón)
- Órbita de Veldín (Flota De Drek)
- Planeta Veldín (Meseta De Kyzil)